# 里特海姆-魏尔海姆
里特海姆-魏尔海姆是德国巴登-符腾堡州的一个市镇。总面积11.98平方公里，总人口2637人，其中男性1292人，女性1345人（2011年12月31日），人口密度220人/平方公里。